# Klesha
Klesha (sanskrit IAST kleśa ; devanāgarī : क्लेश ; pāli : kilesa ; japonais : bonnō) signifie « souffrance, affliction », « souillure » ou « entrave, carcan ».

## Hindouisme

### Dans les Yoga Sūtra
Les Yoga Sūtra de Patañjali mentionnent cinq sortes d'afflictions ou d'obstacles qui empêchent l'individu d'atteindre la libération (nirvana, moksha).
Ils sont par ordre de cause de souffrance : 
1. Avidyā : l'ignorance due à la prédominance du guṇa tamas.
2. Asmitā : l'égoïsme rattaché à l'ahaṃkāra: l'ego dans l'hindouisme.
3. Rāga : la passion, les désirs.
4. Dvesha : l'aversion.
5. Abhinivesha : l'attachement à l'existence, la peur de la mort.

## Bouddhisme Théravada
Le Visuddhimagga distingue dix souillures de l'esprit (termes pālis) :
- la convoitise (lobha),
- la haine, l'aversion (dosa),
- l'égarement (moha),
- l'orgueil (māna),
- la spéculation (diṭṭhi),
- le doute sceptique (vicikicchā),
- la torpeur mentale (thīna),
- l'agitation (uddacca),
- l'impudeur (ahirika),
- l'absence de crainte morale ou inconscience (anottappa).

Les trois poisons (lobha, dosa, moha) sont les racines karmiquement mauvaises (akusala-mūla) qui conduisent à dukkha.

## Bouddhisme Vajrayana
Sous l’empire des obscurcissements, les cinq sagesses primordialement présentes chez les êtres animés se manifestent obscurément en l’espèce des cinq passions.
- l’ignorance-stupidité en lieu de la sagesse du dharmadhatu
- la colère en lieu de la sagesse du miroir
- l’orgueil en lieu de la sagesse de l’équanimité
- le désir-attachement en lieu de la sagesse du discernement
- la jalousie en lieu de la sagesse tout-accomplissante.

Le véhicule du Vajrayana n’a pas pour objectif le renoncement ni l’éloignement de ces passions, mais leur purification et transmutation en ayant recours aux moyens habiles.